# (1873) Agenor
(1873) Agenor – planetoida z grupy trojańczyków okrążająca Słońce w ciągu 12,03 lat w średniej odległości 5,25 j.a. Została odkryta 25 marca 1971 roku przez Cornelisa i Ingrid van Houtenów na płytach fotograficznych wykonanych przez Toma Gehrelsa w Obserwatorium Palomar. Nazwa planetoidy pochodzi z mitologii greckiej od Agenora – trojańskiego wojownika, który podczas wojny trojańskiej walczył z Achillesem i go zranił. Przed jej nadaniem planetoida nosiła oznaczenie tymczasowe (1873) 1971 FH.